# Leporinus nijsseni
Leporinus nijsseni är en fiskart som beskrevs av Garavello, 1990. Leporinus nijsseni ingår i släktet Leporinus och familjen Anostomidae. IUCN kategoriserar arten globalt som livskraftig. Inga underarter finns listade i Catalogue of Life.